# Melanozosteria tristylata
Melanozosteria tristylata es una especie de cucaracha terrestre del género Melanozosteria, tribu Polyzosteriini, subfamilia Polyzosteriinae. Fue descrita científicamente por Hanitsch en 1933.

## Distribución
Se distribuye por Asia: Indonesia.